# Голий пістолет (фільм, 2025)
«Голий пістолет» (англ. The Naked Gun) — американський комедійний кримінальний фільм режисера Аківи Шаффера за сценарієм Шаффера, Дена Грегора, Дага Менда, Марка Хентеманна та Алека Салкіна заснованим на оригінальній історії Сета Макфарлейна. У ролях Ліам Нісон, Памела Андерсон, Пол Волтер Гаузер, Кевін Дюранд, Денні Г'юстон, Ліза Коші, Коді Роудс і Busta Rhymes. Продовження трилогії «Голий пістолет», Ліам Нісон виконає роль Френка Дребіна-молодшого, сина персонажа Леслі Нільсена.

## Сюжет
Лейтенант Френк Дребін-молодший із поліцейського загону з Лос-Анджелеса одноосібно знешкоджує банду грабіжників банку, замаскувавшись під школярку. Він не знає, що це була відволікаюча операція, аби викрасти пристрій під назвою «P.L.O.T. Device» (англ. рушій сюжету) із сейфової скриньки. Начальник поліції Девіс переводить Дребіна на іншу посаду, бо його надмірно радикальні методи роботи створюють юридичні проблеми. Відвідуючи могилу свого батька Френка Дребіна-старшого, Дребін-молодший молиться, щоб той надіслав йому сову як знак схвалення.
Дребін розслідує загибель програміста Саймона Девенпорта в автокатастрофі, вважаючи її самогубством. Сестра Саймона, Бет, письменниця-криміналістка, наполягає на протилежному, але Дребін відмовляє її від власного розслідування. Дребін знаходить на технічній виставці Річарда Кейна, багатого роботодавця Саймона з компанії Edentech. Кейн дарує поліцейському загонові електромобіль з автопілотом, який у руках Дребіна спричиняє хаос, і рекомендує відвідати свій нічний клуб. Дребін помічає, що у клубі зображено той самий логотип, що й на знайденій при аварії сірниковій коробці.
На закритому зібранні Кейн демонструє, як він планує використати викрадений P.L.O.T. Device ("Primordial Law of Toughness", англ. первинний закон жорсткості) для повернення людства до варварської природи, скорочуючи населення заради своїх колег-мільярдерів, що перебуватимуть у безпеці в бункері. Дребін, допитуючи одного з грабіжників банку, дізнається про сейфову скриньку, яка належала Саймону, і пов’язує обидві справи. У клубі Кейна Бет відволікає його імпровізованим, жахливим співом, тоді як Дребін пробивається крізь охоронців, аби переглянути записи з камер, і виявляє, що Саймон таємно зустрічався з журналістом. Девіс відсторонює Дребіна за непокору. Бет залишається з пригніченим Дребіним, і той починає думати про те, щоб остаточно відпустити спогади про свою покійну дружину. Дребін і Бет проводять романтичні вихідні в гірській хатинці.
Дребін знаходить журналіста вбитим, і колеги-поліціянти застають його на місці злочину й підозрюють його у вбивстві. Він утікає на електромобілі, але Кейн перехоплює керування і намагається вбити Дребіна так само, як і Саймона. Дребін вибиває лобове скло, але потрапляє в нову пастку, коли машина врізається в кулі, бджіл і запасне скло. Він випадково активує Кліппі, який допомагає розблокувати двері. Тим часом поліцейський загін розформовують. Бет зізнається, що Саймон боявся зловживань із P.L.O.T. Device, але Дребін підозрює, що Бет використовує його, і розгнівано йде від неї.
Дребін захоплює поплічника Кейна, Густафсона. Той зізнається, що Кейн планує активувати P.L.O.T. Device під час падіння новорічної кулі на турнірі зі змішаних бойових мистецтв. Дребін вирушає на бій, маючи навушники, які блокують вплив пристрою. Бет планує вбити Кейна, використовуючи ідеї з власної детективної книги, і Кейн передбачає це. Дребін знаходить P.L.O.T. Device усередині новорічних куль. Коли кулі падають, він втрачає штани, непристойно оголившись перед усією публікою, через що на його наказ евакуюватися не звертають уваги. Пристрій активується, і містом шириться некероване насильство. Дребін пробивається крізь натовп, неймовірним чином відбиваючись від нападників магазинами набоїв, але не встигає наздогнати Кейна. Дух його батька з’являється у вигляді сови, піднімає Дребіна в повітря й засліплює Кейна своїм послідом. Кейн корчиться від болю після першого ж удару в живіт. Бет готова вистрілити в Кейна, але Дребін відмовляє її від помсти. Дребін і Бет використовують P.L.O.T. Device, щоб заспокоїти натовп, і ніжно обіймаються, поки Кейна заарештовують. Після цього поліція заявляє, що Дребін знаходиться під розслідуванням "внутрішніх справ", — насправді це назва тропічного курорту, де він проводить час із Бет.
У сцені після титрів на сцені перед порожнім бункером виступає «Дивний Ел» Янковик.

## Акторський склад
| Актор               | Роль                      |
| ------------------- | ------------------------- |
| Ліам Нісон          | Френк Дребін-молодший     |
| Памела Андерсон     | Бет Девенпорт             |
| Пол Волтер Гаузер   | капітан Ед Хокен-молодший |
| Кевін Дюранд        | Сіг Ґустафсон             |
| Денні Г'юстон       | Річард Кейн               |
| Ліза Коші           | детектив Барнс            |
| Сі Сі Ейч Паундер   | шеф Девіс                 |
| Коді Роудс          | бармен                    |
| Busta Rhymes        | грабіжник банку           |
| Мозес Джонс         | Нордберг-молодший         |
| Прісцилла Преслі    | камео                     |
| Дейв Батіста        | камео                     |
| «Дивний Ел» Янковик | камео                     |

## Виробництво

### Розробка
У грудні 2013 року кінокомпані Paramount Pictures оголосила, що розробляється перезапуск франшизи «Голий пістолет» з Едом Гелмсом у ролі Френка Дребіна, а сценарій до фільму разом написали Томас Леннон і Р. Бен Ґарант. У січні 2014 року Ґарант повідомив, що робоча назва проєкту — «Епізод IV: Нова надія», водночас оголосивши, що він має стати продовженням оригінальних фільмів. Гелмс мав зобразити персонажа, який представляється як «Френк Дребін, не родич», щоб фільм міг представити нового протагоніста і не суперечачи тому, що було раніше. У березні 2015 року Девід Цукер заявив, що йому запропонували роль продюсера в проєкті, але він відмовився від участі, оскільки відчував, що фільм буде відрізнятися за комедійним стилем і, зрештою, буде поступатися його оригінальним фільмам. У серпні 2015 року Гелмс підтвердив, що сценарій все ще пишеться, визнавши при цьому занепокоєння Цукера щодо сприйняття сучасною аудиторією, а також що йому потрібно щось інше, ніж жанр пародійних комедій, в якому знімалися попередні фільми. До березня 2017 року Девід Цукер і Пет Профт завершили перепис сценарію, а сюжет був перероблений, щоб з’явитися син Френка Дребіна.
У січні 2021 року було оголошено, що Сета Макфарлейна найняли для подальшого розвитку проєкту. Після того, як у 2015 році Макфарлейн висловив зацікавленість у кастингу Ліама Нісона на роль Френка Дребіна-молодшого, режисер був найнятий студією. Нісон розповів, що Сет разом з Paramount Pictures звернулися до нього з пропозицією знятися у фільмі. У червні того ж року Нісон заявив, що Макфарлейн працює над новим проєктом сценарію, а студія додатково веде переговори про потенційну роль режисера. Він висловив захоплення проєктом і можливість дослідити більш комедійну роль, якщо він вирішить знятися у фільмі; при цьому він заявив, що робота над проєктом триває. У лютому 2022 року Нісон підтвердив, що Paramount все ще чекає його на головну роль у сиквелі трилогії.
У жовтні 2022 року фільм був офіційно затверджений з Нісоном у головній ролі. Режисер Аківа Шаффер, Ден Ґреґор і Даґ Манд були найняті для написання нового проєкту сценарію на основі попереднього проєкту, до якого долучилися Марк Хентеманн і Алек Сулкін. Сет Макфарлейн і Еріка Хаґґінс виступили продюсерами під їхньою продюсерською студією Fuzzy Door Productions.
У квітні 2024 року до акторського складу фільму приєдналася Памела Андерсон. У травні приєднався Пол Волтер Гаузер у ролі капітана Еда Гокена, Кевін Дюранд у ролі головного лиходія, а також Денні Г’юстон, Ліза Коші, Коді Роудс і Баста Раймс.

### Зйомки
Основні зйомки почалися 6 травня 2024 року в Атланті і завершилися 28 червня.

## Випуск
Прем'єра фільму в США відбулася 1 серпня 2025 року. Випуск спочатку був запланований на 18 липня 2025 року.